# Warschauer Straße (metrostation)
Het bovengrondse metrostation Warschauer Straße is het oostelijke eindpunt van lijn U1 en U3. Het werd op 17 augustus 1902 geopend onder de naam Warschauer Brücke en was onderdeel van de eerste Berlijnse metrolijn, het zogenaamde stamtracé. Het kopstation met een overkapping van ijzer en glas werd ontworpen door het ontwerpbureau van metrobouwer Siemens & Halske. Reeds drie jaar na de opening werd het gebouw aangepast en uitgebreid naar plannen van Paul Wittig. Sindsdien beschikt het station over vier sporen langs twee eilandperrons.
Het metrostation is gelegen op een 320 meter lang bakstenen viaduct dat net als de aansluitende Oberbaumbrücke ontworpen werd door Otto Stahn. Ten oosten van het station bevindt zich een overdekte werkplaats van de hand van Alfred Grenander. Door middel van een ijzeren brug is deze met de metrolijn verbonden. Zowel het metrostation en de werkplaats als het viaduct waarop deze liggen zijn beschermd als monument.
Oorspronkelijk lag op het viaduct tussen Warschauer Brücke en Schlesisches Tor het station Osthafen (geopend als Stralauer Tor). Dit station werd verwoest in de Tweede Wereldoorlog en werd vanwege de korte afstand tot Warschauer Brücke inmiddels onnodig geacht en niet herbouwd.
Na de oorlog kwam het metrostation in Oost-Berlijn te liggen. Aanvankelijk bleven de treinen naar West-Berlijn rijden, maar in bij de bouw van de Berlijnse Muur in 1961 werd het spoor naar Schlesisches Tor onderbroken. Gedurende 34 jaar was station Warschauer Brücke buiten gebruik en raakte het in verval. Na de Duitse hereniging werd het metrostation aan de hand van de oorspronkelijke ontwerpen gerestaureerd, zodat het op 14 oktober 1995 weer in gebruik genomen kon worden. Om de overstapmogelijkheid op de S-Bahn te benadrukken draagt het metrostation sinds de heropening de naam Warschauer Straße.

## Toekomst
Er bestaan plannen het metrostation naar het noorden te verplaatsen, om de afstand tot het S-Bahnstation (nu zo'n 150 meter) te verkleinen en overstappen daarmee comfortabeler te maken. Het aantal reizigers zou hierdoor naar schatting met 50% toenemen. Het stadsvervoerbedrijf BVG raamt de kosten van de verplaatsing van het station echter op € 25 miljoen, waardoor de operatie niet voor 2015 begonnen kan worden. Reeds lang is tevens een noordoostelijke verlenging van de U1 naar Frankfurter Tor (overstap op U5) gedacht. Aangezien er op dit traject reeds een frequente tramverbinding bestaat, zal het vrijgehouden metrotracé echter waarschijnlijk uit het bestemmingsplan geschrapt worden.